# Бычковка (Ульяновская область)
Бычковка — деревня в Майнском районе Ульяновской области России. Входит в состав Гимовского сельского поселения.

## География
Деревня находится в центральной части Ульяновской области, в зоне хвойно-широколиственных лесов, в пределах Приволжской возвышенности, на левом берегу реки Космынки, на расстоянии примерно 19 километров (по прямой) к востоку-юго-востоку (ESE) от Майны, административного центра района. Абсолютная высота — 153 метра над уровнем моря.
Климат
Климат характеризуется как умеренно континентальный, с тёплым летом и умеренно холодной зимой. Среднегодовая температура воздуха — 4 — 4,2 °С. Средняя температура воздуха самого тёплого месяца (июля) — 19,5 °C ; самого холодного (января) — −11,8 °C. Среднегодовое количество атмосферных осадков составляет 310—460 мм, из которых большая часть (242—313 мм) выпадает в тёплый период.
Часовой пояс
Деревня Бычковка, как и вся Ульяновская область, находится в часовой зоне МСК+1. Смещение применяемого времени относительно UTC составляет +4:00.

## История
С 1960 г. — отделение откормсовхоза им. Гимова (п. Гимово).

## Население
| 2010 |
| ---- |
| 2    |

Национальный состав
Согласно результатам переписи 2002 года, в национальной структуре населения русские составляли 100 % из 6 чел.

## Достопримечательности
- 6 октября 2018 года на месте, где была деревня бывшие её жители установили памятник[7].